# U-11号潜艇 (1935年)
U-11号（德語：U 11）是纳粹德国战争海军建造的二十艘II-B型近岸潜艇（或称U艇）之一。它由基尔的日耳曼尼亚船厂承建，于1935年8月27日下水，至同年9月21日交付使用。该艇在运用生涯期间主要充当训练艇或试验艇，并无参与任何实战巡逻，亦未取得任何战绩，但于1940年成为第一艘配备消声瓦涂层的德国U艇。1945年5月3日，已退役的U-11号在基尔自沉，残骸其后打捞上岸拆解报废。

## 设计
II级潜艇是从一战中德意志帝国海军的UB级和UF级近岸潜艇发展而来。其外观尺寸小，造价便宜且易于生产，在很短时间内便能造好。这款艇具在设计上吸收了为芬兰海军定制的欧洲水鼬号的优点，是非常出色的训练艇。但由于它们体积较小，在海面上容易剧烈颠簸，因此也被德国人戏称为“独木舟”（Einbaum）。尽管如此，一些II级艇在训练任务与战斗行动中表现相当出色，许多II级艇的衍生型号也相继被建造出来。
U-11号是一款用于近岸水域作战的II-B型单壳体潜艇。它可视作II-A型的加长版，附加的柴油舱增加了贮油量，航程也因此得到增加。其全长42.7米，舷宽4.08米，高8.6米，并有3.9米的吃水深度。水上和水下排水量则分别为279吨和328吨，惟官方提供的标准吨位为250吨。艇只采用两台曼海姆发动机厂（MWM）生产的六缸四冲程350匹公制馬力（260千瓦特）柴油机用于水面运行，以及两台各配备36个AFA蓄电池组的180匹公制馬力（130千瓦特）西门子-舒克特（SSW）电动发电机用于水下航行；水面最高航速12節（22每小時），水下7節（13每小時）；能够在水面以8節（15每小時）航速续航3,800海里（7,000），或以4節（7.4每小時）连续在水下航行43海里（80）而无需充电。它有两个轴和两副直径为0.85米的螺旋桨，具备在80－150米的深度运行的能力，紧急下潜需时30秒。
武器装备方面，U-11号在艇艏内置有三具管径为533毫米的鱼雷发射管，呈倒三角形布置，其中左舷一具、右舷一具、底部的中线上还有一具；它们合共配备5枚G7型鱼雷，或可携带最多12枚TMA水雷。此外，该艇还搭载有一门20毫米30式高射炮作为甲板炮。其标准船员编制为3名军官及22名水兵。

## 历史
1934年7月20日，海军造舰局正式将六艘II-B型潜艇（U-7至U-12号）的建造合同发包予基尔的日耳曼尼亚船厂。但由于违反了禁止德国拥有潜艇的《凡尔赛条约》条款，U-11号直至1935年5月6日才开始铺设龙骨，同年8月27日、即解除德国海军军备限制的《英德海军协定》生效后下水，至9月21日在首度担任艇长的海军上尉汉斯-鲁道夫·勒辛的指挥下交付使用。完成海试后，该艇被编入驻基尔的U艇学校暨训练区舰队服役至1940年6月30日。第二次世界大战初期，战争海军曾考虑将三十艘“独木舟”潜艇投入北海和（主要是）波罗的海参与有限度的作战任务，但其中只有十八艘完全或几乎完成战斗整备，U-11号被留下继续用于训练任务。它从1940年7月1日至11月30日期间隶属于驻基尔的第1潜艇区舰队，随后转配回U艇学校区舰队，但该部队已更名为第21潜艇区舰队，并从1940年7月初开始改驻皮劳。在此期间，U-11号成为全球第一艘配备消声瓦涂层进行海试的潜艇，这种技术是由战争海军为减少潜艇的声学特征而开发的。该艇于1941年5月离队，继而供通信试验指挥部在皮劳和诺伊法瓦泽开展水下定位技术的试验。自同年9月起，它回到基尔加入第5潜艇区舰队，继续担任试验艇。从1943年3月1日到战争结束，U-11号则是驻戈滕哈芬的第2潜艇教学支队下属第22区舰队的一份子，在那里再次被用作训练艇。
U-11号自1944年12月14日起便在戈滕哈芬被搁置不用，至1945年1月5日被拖回基尔退役。它于同年5月3日在基尔自行凿沉，这是根据长期生效的“彩虹命令”而执行的，尽管该命令于次日便由海军元帅卡尔·邓尼茨撤销。艇只残骸其后被打捞上岸并于1947年拆解报废。

## 脚注
1. ↑  威廉生，第6頁.
2. ↑  威廉生，第6–7頁.
3. 1 2  Gröner 1991，第39–40頁.
4. 1 2  Helgason, Guðmundur. . German U-boats of WWII - uboat.net.   [2023-09-22].
5. ↑  Blair，第86頁.
6. ↑  . uboataces.com.   [2010-12-17]. （原始内容存档于2012-08-25）.
7. ↑  Rössler，第22頁.
8. ↑  Busch & Röll 1997，第334頁.
9. ↑  Busch & Röll 1999，第356–372頁.